# نصب كورح

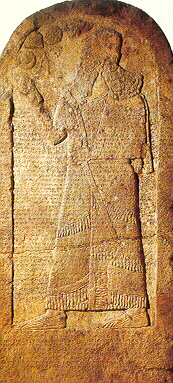
نصب كورح

نصب كورح أو كورخ هو نصب لحملات الملك الآشوري شلمنصر الثالث. ورد فيه وصفًا للسنوات الست الأولى من حكمه ، بما في ذلك معركة قرقر عام 853 قبل الميلاد. يتم توقيت للأحداث هنا حسب موظفي المسماة ، وفقط في وقت لاحق يبدأ العد حسب سنوات حكم شلمنصر ( palu ). غادر الملك نينوى في الثالث عشر من أيار أو تموز (اسم الشهر تالف) وتحول إلى بيت عديني .
أكتشف النصب من قبل جون جورج تايلور في حفريات عام 1861 في كورح (حاليًا تسمى أوتشتبه Üçtepe ) بالقرب من بسمل في محافظة التركية ديار بكر ، وهو موجود منذ 1863 في حوزة المتحف البريطاني في لندن. تم نشر وصف النصب بواسطة هنري رولنسون عام 1870.